# ألبرشت فاغنر
ألبرشت فاغنر (بالألمانية: Albrecht Wagner) هو جراح ألماني، ولد في 3 يونيو 1827 في برلين في ألمانيا، وتوفي في 15 فبراير 1871 في دول (فرنسا) في فرنسا.